# Wolfgang Arnold (Schriftsteller)
Wolfgang Arnold (* 22. September 1921 in Graz; † 20. Februar 1998 ebenda) war ein österreichischer Schriftsteller und Journalist.
Wolfgang Arnold war von 1957 bis 1986 als Kulturredakteur der Südost-Tagespost tätig. Im Jahr 1962 erhielt er den Förderungspreis des Peter-Rosegger-Literaturpreises.

## Werke
Romane
- Erzherzog Johann, 1980
- ...der hebe den ersten Stein auf, 1987

Lyrik
- Herr, wohin sollten wir gehen, 1953
- Hymnen, 1962

Biografie
- Georg Hansemann, 1995